# Conus viola
Conus viola é uma espécie de gastrópode do gênero Conus, pertencente a família Conidae.